# Tom Vandenkendelaere
Tom Vandenkendelaere (ur. 2 września 1984 w Roeselare) – belgijski i flamandzki polityk, poseł do Parlamentu Europejskiego VIII i IX kadencji.

## Życiorys
W 2007 ukończył stosunki międzynarodowe na University of Kent. W 2014 uzyskał stopień naukowy doktora na podstawie pracy poświęconej relacjom Polski i Niemiec w okresie akcesji pierwszego z tych krajów do Unii Europejskiej. W trakcie pracy nad doktoratem odbywał staż naukowy m.in. na Uniwersytecie Warszawskim. Prowadził zajęcia na uczelni, pracował także w administracji państwowej. Zaangażował się w działalność polityczną w ramach partii Chrześcijańscy Demokraci i Flamandowie, w 2012 został przewodniczącym jej organizacji młodzieżowej JONGCD&V. Objął też funkcję wiceprzewodniczącego YEPP, organizacji młodzieżowej Europejskiej Partii Ludowej.
W maju 2014 kandydował do Parlamentu Europejskiego. Mandat deputowanego objął w listopadzie tego samego roku w miejsce Marianne Thyssen. Przystąpił do grupy chadeckiej. W PE zasiadał do 2019, w tym samym roku został członkiem władz miejskich w Roeselare. W styczniu 2021 ponownie wszedł w skład Europarlamentu, zastępując tym razem Krisa Peetersa.